# Einwanderung der dreihundert Rabbiner
Einwanderung der dreihundert Rabbiner, auch Pilgerfahrt der dreihundert Rabbis, bezeichnet eine Masseneinwanderung von jüdisch-französischen Gelehrten, deren Angehörigen und Anhängern ins Heilige Land in den Jahren 1210–1211.

## Überlieferung
Die „Pilgerfahrt der dreihundert Rabbis“ wird bisweilen als Frühform der Alija oder als proto-zionistische Einwanderung nach Palästina bezeichnet. Die Auswanderung von französischen und englischen Rabbinern nach Jerusalem in den Jahren 1210 bis 1211 wurde zum ersten Mal im Buch Schewet Jehuda von Salomo ibn Verga (16. Jahrhundert) erwähnt. Der Bericht stützt sich auf eine anonyme Chronik:
„Im Jahre [171=4971] 1211 regte der Herr die Rabbinen Frankreichs und Englands an, nach Jerusalem zu ziehen und es waren ihrer mehr als 300, denen der König überaus viele Ehre erwies, und sie bauten sich dort Synagogen und Lehrhäuser. Auch unser berühmte Lehrer R. Jonathan ha Cohen zog dorthin und es geschah ihnen ein Wunder, indem sie, als sie um Regen beteten, erhöht wurden, so dass durch sie der Name Gottes geheiligt wurde.“
Über das weitere Schicksal dieser frühen europäisch-jüdischen Einwanderer ins Heilige Land schweigt die Chronik.

## Teilnehmer
Der Bericht von der Einwanderung nach Palästina wird durch zeitgenössische Zeugen bestätigt. So berichtet Juda al-Charisi, der 1216 Jerusalem besuchte, dass er mehrere französische Gelehrte angetroffen habe. Auch Abraham, der Sohn von Maimonides, erwähnte französische Tosafisten, die auf dem Weg nach Israel Ägypten passiert hätten. Trotz dieser Bestätigungen bleiben im Bericht in der Schewet Jehuda einige Fragen offen. Mit der Herkunft ist möglicherweise bloß Frankreich gemeint, England dürfte allenfalls englische Gebiete Frankreichs bezeichnen. Auch scheint die Zahl dreihundert maßlos übertrieben, da zu jener Zeit die Anzahl aller französischen und deutschen Tosafisten nicht dieses Ausmaß erreicht haben dürfte. Wenn man zu der Anzahl der auswanderungswilligen Rabbiner deren Schüler und die Angehörigen dazurechnet, könnte die Zahl dreihundert jedoch realistisch sein. Ein konkreter historischer Anlass, der auf eine eigentliche Massenauswanderung schließen ließe, ist in jener Zeit nicht erkennbar. Überliefert sind die Namen einer Handvoll Rabbiner, die nach Palästina aufbrachen. Mit  Samson von Sens, Jonathan ha-Kohen von Lunel, Joseph ben Baruch von Clisson, Baruch ben Isaak von Worms und Samson von Coucy befanden sich allerdings einige der maßgebenden französischen Tosafisten unter den Auswanderern.

## Motive
Über die Motive für die Emigration der Rabbiner sind verschiedene Mutmassungen angestellt worden. Einige Forscher konstruierten einen Zusammenhang mit dem Maimonidesstreit, andere zogen eine Verbindung zum messianischen Fieber, der zu Beginn des 13. Jahrhunderts viele europäische Juden ergriffen hatte. Häufig wurden soziale und politische Gründe als Anlass für diese frühe Alija angeführt. Die Situation der Juden in Nordfrankreich und England hatte sich Ende des 12. Jahrhunderts um einiges verschlechtert. Gleichzeitig schien sich die Lage in Palästina nach der Rückeroberung Jerusalems durch Saladin von 1187 zu Gunsten der Juden verbessert zu haben. Dies und der Umstand, dass sowohl vom französischen wie vom englischen König neue Sondersteuern erhoben wurden und dass 1198 mit Innozenz III. ein judenfeindlicher Papst an die Macht gekommen war, lässt einige Forscher annehmen, dass wirtschaftliche und politische Gründe die Hauptmotive gewesen seien. Dem widerspricht jedoch, dass die Auswanderungswelle keinesfalls eine Volksbewegung war und sich auf wenige Gelehrte und deren Anhänger beschränkte. Daraus lässt sich schließen, dass die Auswanderungsbewegung von 1210/1211 am ehesten als Ausdruck einer neuen Frömmigkeitsbewegung betrachtet werden kann. Neben den wirtschaftlichen und politischen Motiven waren gemäß Kanarfogel in erster Linie religiöse Gründe ausschlaggebend. Im Zentrum habe der Wunsch gestanden, mit der Rückkehr ins Heilige Land die entsprechenden Mitzwot zu erfüllen. Vermutungen, dass die Wiedereinrichtung des Sanhedrin im Sinne Maimonides’ das eigentliche Motiv der Rabbis war, lassen sich nicht bestätigen.